# Ербле
Ербле (фр. Herblay) град је у Француској, у департману Долина Оазе.
По подацима из 1999. године број становника у месту је био 23.083.

## Демографија
| 1962.  | 1968.  | 1975.  | 1982.  | 1990.  | 1999.  | 2011.  |
| ------ | ------ | ------ | ------ | ------ | ------ | ------ |
| 10.220 | 12.264 | 16.397 | 19.647 | 22.135 | 23.083 | 26.422 |